# Färjstaden, Ekerö kommun
Färjstaden är en småort i Ekerö kommun, belägen på östra sidan av Färingsö i Sånga socken. Namnet kommer av att det en gång i tiden gick en färja till andra sidan Mälaren.